# Opius oralis
Opius oralis är en stekelart som beskrevs av Fischer 1965. Opius oralis ingår i släktet Opius och familjen bracksteklar. Inga underarter finns listade i Catalogue of Life.